# Achilles (firma)

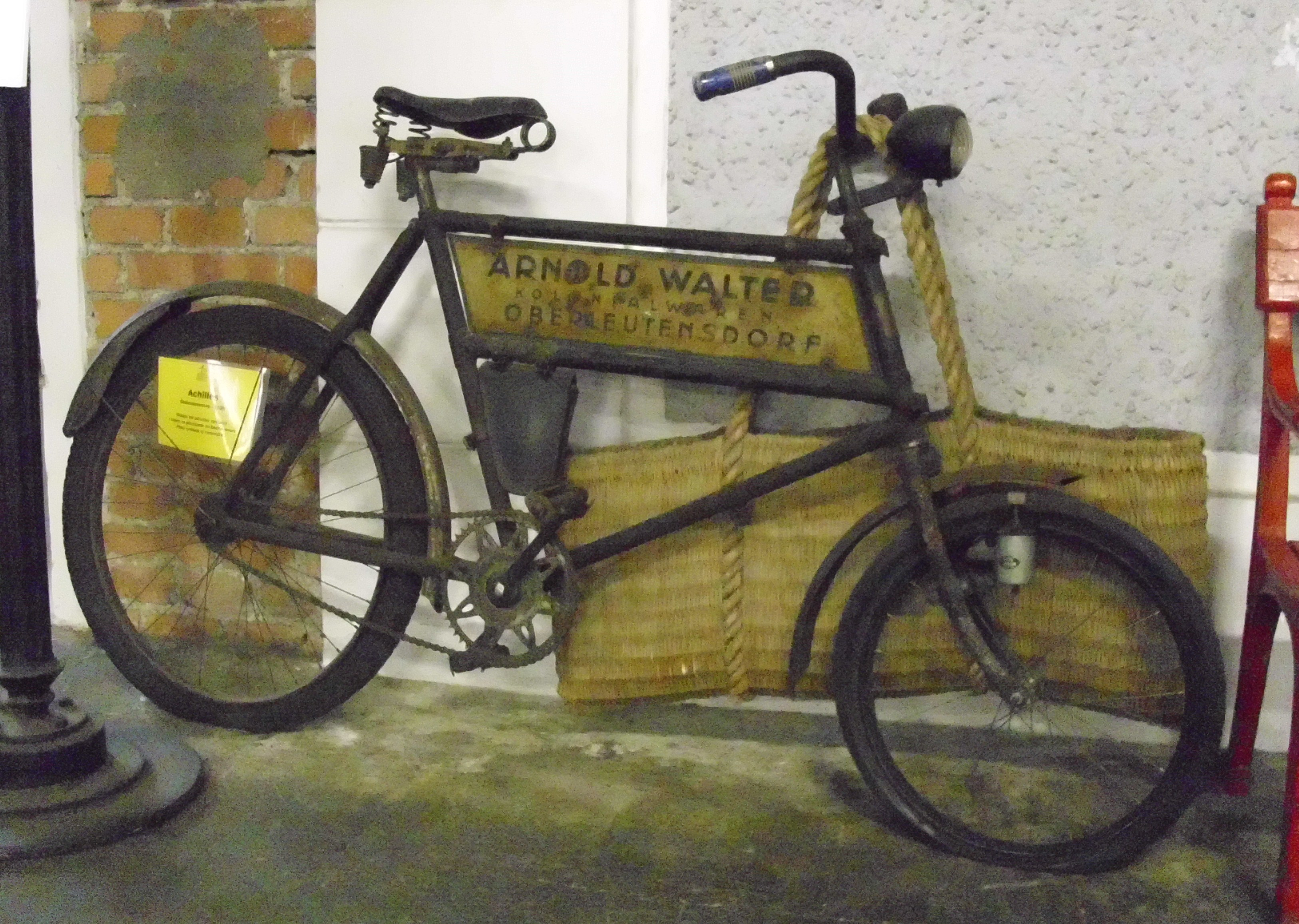
„Užitkové“ jízdní kolo z 20. let v bratislavském muzeu. Přední koš pro náklad chybí. Majitelem kola byl Arnold Walter, obchodník s koloniálním zbožím z Horního Litvínova (Oberleutensdorf)

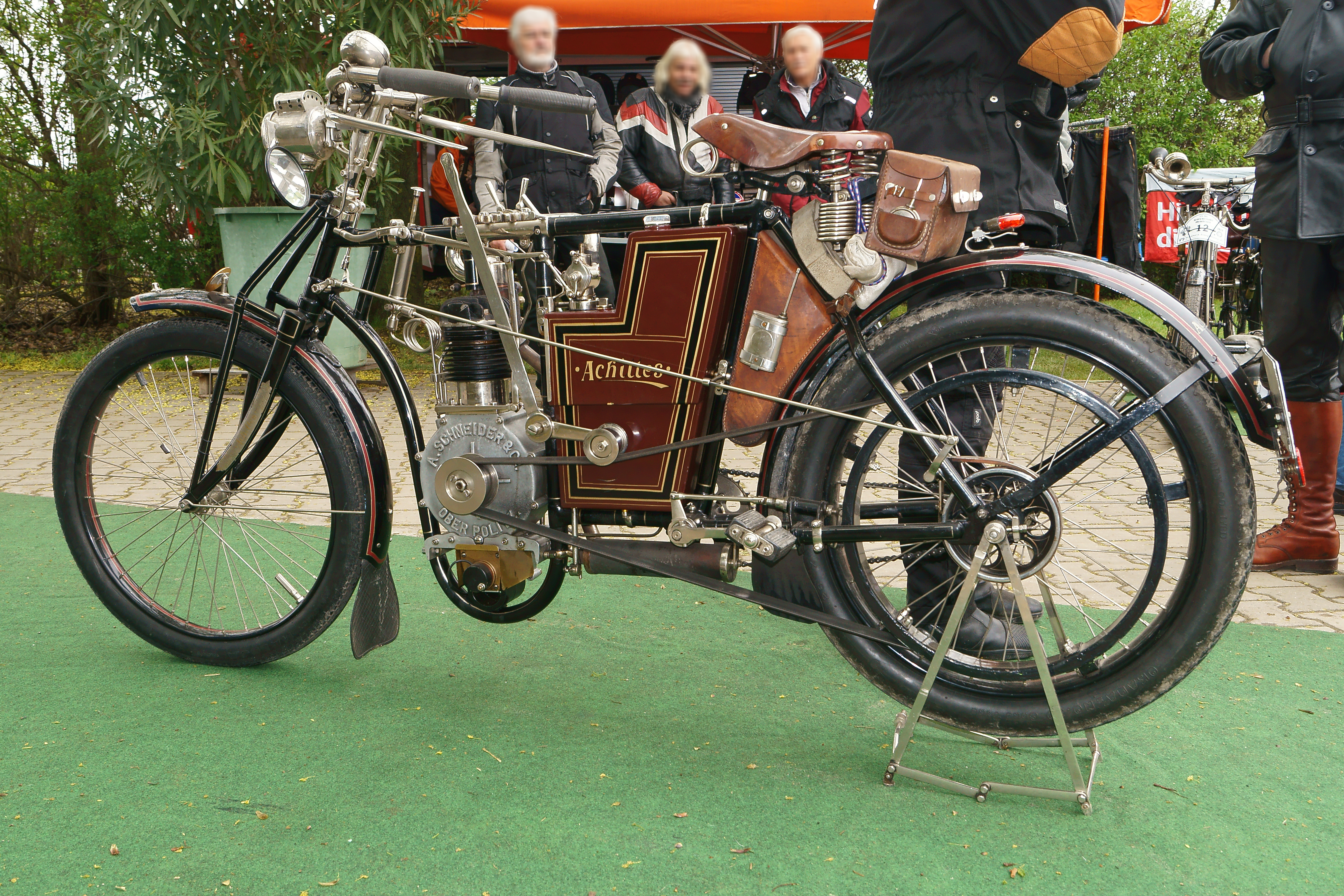
Motocykl Achilles T5 (1901)

Achilles Fahrrad- und Motorfahrzeugfabrik A. Schneider & Co. byl výrobce jízdních kol, motocyklů a automobilů v Rakousko-Uhersku a později v Československu.

## Historie firmy
Společnost vyrábějící kola a motocykly byla založena v Horní Polici v roce 1894. V letech 1906 a 1912 zde pod vedením A. Schneidera a W. Johna vznikaly automobily se značkou Achilles.
Po první světové válce převzal vedení firmy Schneiderův zeť Ernst Weikert. Továrna už vyráběla jen jízdní kola, mopedy a motocykly. V tomto období společnost zaměstnávala 2400 lidí. Na počátku druhé světové války byla výroba jízdních kol ukončena. V roce 1946 byla továrna vyvlastněna, majitelé odešli do Německa, kde později založili Achilles-Werke West GmbH.

## Vozidla
Vyráběné motocykly byly osazovány jednoválcovými motory nebo dvouválci do V, které dodávala firma Fafnir-Werke.